# 에어홍콩의 운항 노선
2020년 4월 기준으로 에어홍콩은 다음의 노선을 취항하고 있다.

## 운항 노선

### 아시아

#### 동아시아
- 대한민국
  - 서울 - 인천국제공항
- 중화인민공화국
  - 베이징 - 베이징 서우두 국제공항
  - 상하이 - 상하이 푸동 국제공항
- 홍콩
  - 홍콩 - 홍콩 첵랍콕 국제공항 허브
- 일본
  - 도쿄 - 나리타 국제공항
  - 나고야 - 주부 센토레아 국제공항
  - 오사카 - 간사이 국제공항
- 중화민국
  - 타이베이 - 타이완 타오위안 국제공항

#### 동남아시아
- 말레이시아
  - 페낭 - 페낭 국제공항
- 베트남
  - 호치민 시 - 떤선녓 국제공항
- 싱가포르
  - 싱가포르 - 싱가포르 창이 국제공항
- 태국
  - 방콕 - 수완나품 국제공항
- 필리핀
  - 마닐라 - 니노이 아키노 국제공항

## 단항 노선

### 아시아

#### 남아시아
- 네팔
  - 카트만두 - 트리부반 국제공항
- 인도
  - 뭄바이 - 차트라파티 시바지 국제공항

#### 서남아시아
- 아랍에미리트
  - 두바이 - 두바이 국제공항

### 유럽
- 영국
  - 맨체스터 - 맨체스터 공항
- 벨기에
  - 브뤼셀 - 브뤼셀 국제공항